# Лешница (Кичево)
Лешница (мкд. Лешница) је насеље у Северној Македонији, у западном делу државе. Лешница припада општини Кичево.

## Географија
Насеље Лешница је смештено у западном делу Северне Македоније. Од најближег већег града, Кичева, насеље је удаљено 14 km северно.
Лешница се налази у историјској области Кичевија, око града Кичева. Село се сместило на западним падинама планине Бистре, док се западно од села пружа Кичевско поље. Надморска висина насеља је приближно 780 метара.
Клима у насељу је планинска због знатне надморске висине.

## Становништво
Лешница је према последњем попису из 2002. године имала 219 становника.
Већинско становништво у насељу чине Албанци (83%), а у мањини су етнички Македонци (17%). Православно, словенско живље је било у већини у селу почетком 20. века.
Претежна вероисповест месног становништва је ислам, а мањинска православље.